# CCTV-toren
De CCTV-toren is een wolkenkrabber in de Chinese hoofdstad Peking. Het is het hoofdkantoor van de Chinese staatstelevisiemaatschappij: China Central Television (CCTV). De toren is ontworpen door de Nederlandse architect Rem Koolhaas en de Duitse architect Ole Scheeren. De toren bestaat uit twee poten met een dwarsverbinding in de top. In december 2008 was de CCTV-toren klaar. Het gebouw is 234 meter hoog en heeft een overhang die op 162 meter hoogte begint. Door zijn opmerkelijke vorm wordt de toren ook wel de grote onderbroek genoemd.
De toren is een van de eerste van 300 nieuw te bouwen wolkenkrabbers in de nieuwe zakenwijk Beijing Central Business District. De toren werd gebouwd als twee aparte gebouwen. Op 26 december 2007 werden beide delen aan elkaar bevestigd. Dit gebeurde 's ochtends vroeg op het moment dat beide delen even koud zijn. De toren had nog voor de Olympische Zomerspelen van 2008 geopend moeten worden maar dat is niet gelukt. Op het moment dat de Zomerspelen startten was de buitenkant van het gebouw wél klaar. De binnenkant moest nog volledig afgebouwd worden.
Door de toren loopt een route die speciaal voor toeristische rondleidingen is aangelegd.

## Brand in TVCC-toren
Op 9 februari 2009 brandde het naastgelegen en in aanbouw zijnde Television Cultural Center (TVCC) af. Deze TVCC-toren, waarin onder andere het Mandarin Oriental Hotel is gevestigd, maakte deel uit van het complex in wording van staatstelevisiemaatschappij China Central Television en was eveneens door beide architecten ontworpen. De oorzaak van de brand was een illegale vuurwerkshow van de televisiemaatschappij.

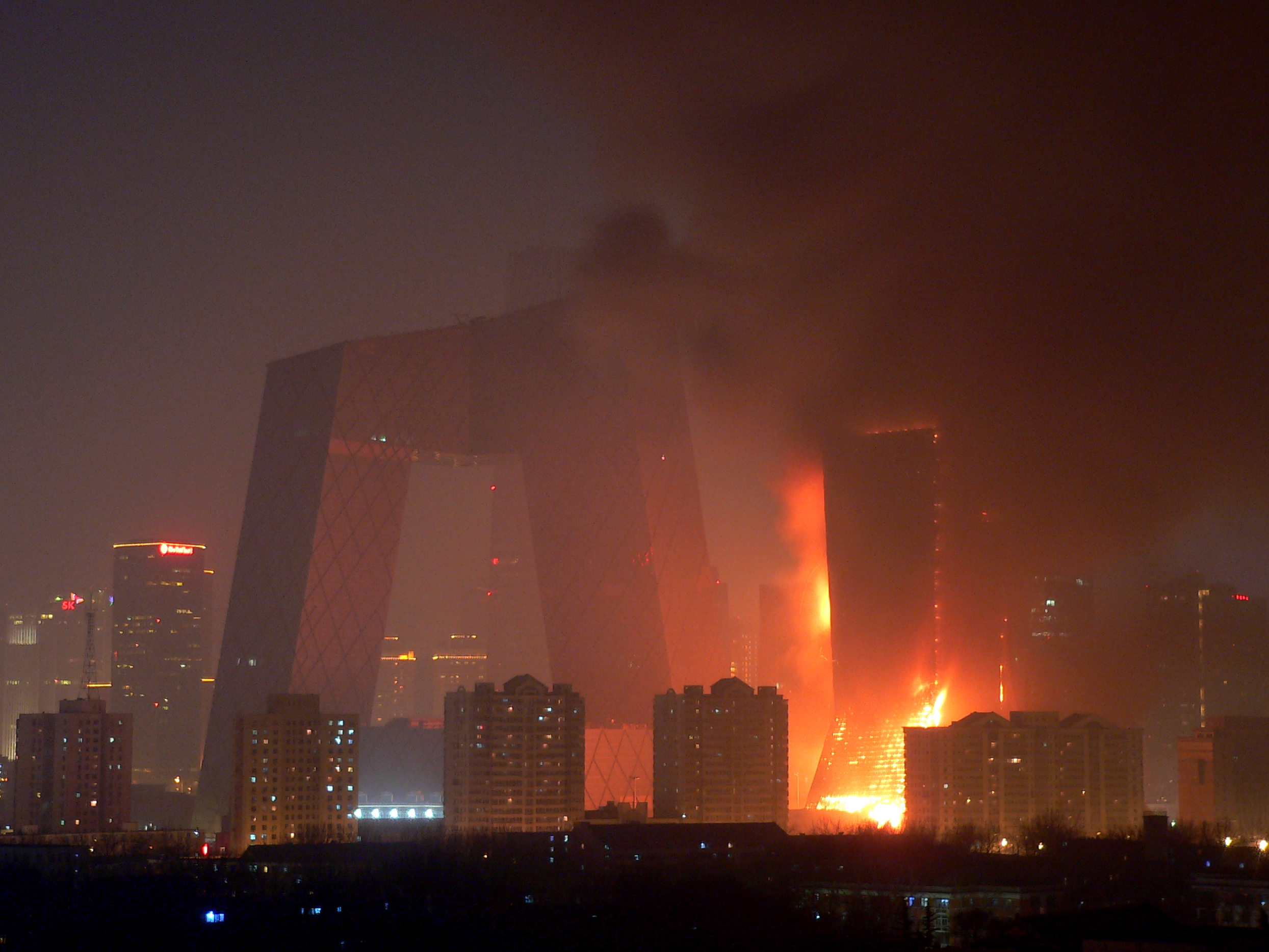
TVCC-toren in brand